# Nanae Aoyama
Nanae Aoyama (青山 七恵, Aoyama Nanae) (Saitama, 20 de janeiro de 1983) é uma escritora japonesa de ficção. Ganhou o Prêmio Akutagawa, Prêmio Bungei, e o Prêmio Literário  Yasunari Kawabata. Suas obras já foram traduzidas para o mandarim, coreano, vietnamita, alemão, francês e italiano.

## Infância e educação
Aoyama nasceu na província de Saitama no Japão. Se formou na Universidade de Tsukuba, onde estudou biblioteconomia. 

## Carreira
Depois de se formar na universidade, Aoyama mudou-se para Tóquio para conseguir um emprego em uma empresa de viagens. Ela começou a escrever seu primeiro romance, Mado no Akari, enquanto trabalhava em tempo integral. Mado no Akari foi publicado em 2005 e ganhou o 42º Prêmio Bungei. Em 2007, Hitori Biyori, a história de Aoyama sobre freeters trabalhando em empregos de meio período, ganhou o 136º Prêmio Akutagawa. Depois de conquisar o Prêmio Akutagawa, Aoyama abandonou seu emprego no escritório para continuar escrevendo em tempo integral. Em 2009, ganhou o Prêmio Literário Yasunari Kawabata pelo conto Kakera, publicado na coletânea homônima. Foi a autora mais jovem a ganhar o prêmio. Watashi no kareshi, o primeiro romance completo de Aoyama, foi publicado em 2011. Em 2016 colaborou com a ilustradora Satoe Tone no livro infantil Watashi Otsuki-sama.

## Estilo de escrita e influências
Aoyama citou Françoise Sagan e Kazuo Ishiguro como suas influências literárias  A estudiosa literária Judith Pascoe propôs que O Morro dos Ventos Uivantes foi uma influência literária na obra de Aoyama, particularmente em Meguri ito, e mais tarde confirmou essa influência com a própria Aoyama. 

## Reconhecimento
- 42º Prêmio Bungei (2005) [1]
- 136º Prêmio Akutagawa (2006下)[10]
- Prêmio Literário Yasunari Kawabata (2009)[7]

## Obras
- Mado no akari (窓 の 灯), Kawade Shobō Shinsha, 2005,ISBN 9784309017372
- Hitori biyori (ひとり日和), Kawade Shobō Shinsha, 2007,ISBN 9784309018089
- Yasashii tameiki (やさしいため息), Kawade Shobō Shinsha, 2008,ISBN 9784309018621
- Kakera (かけら), Shinchosha, 2009,ISBN 9784103181019
- Mahou tsukai kurabu (魔法使いクラブ), Gentosha, 2009,ISBN 9784344017528
- Owakare no oto (お別れの音), Bungeishunjū, 2010ISBN 9784163295800
- Watashi no kareshi (わたしの彼氏), Kodansha, 2011,ISBN 9784062168083
- Akari no kohan (あかりの湖畔), 2011, Chuokoron-Shinsha, 2011,ISBN 9784120043062
- Hanayome (花嫁), Gentosha, 2012,ISBN 9784344021303
- Sumire (すみれ), Bungeishunjū, 2012,ISBN 9784163813608
- Meguri ito (めぐり糸), Shueisha, 2013,ISBN 9784087715439
- Kairaku (快楽), Kodansha, 2013,ISBN 9784062183390
- Kaze (風), Kawade Shobō Shinsha, 2014,ISBN 9784309022932
- Mayu (繭), Shinchōsha, 2015,ISBN 9784103181026
- Watashi, otsukisama (わたし、お月さま), NHK, 2016,ISBN 9784140361252
- Hatchi to  mārō (ハッチとマーロウ), Shōgakukan, 2017,ISBN 9784093864688